# John Ashcroft
Pour les articles homonymes, voir Ashcroft (homonymie).
John David Ashcroft, né le 9 mai 1942 à Chicago (Illinois), est un homme politique américain. Membre du Parti républicain, il est gouverneur du Missouri entre 1985 et 1993, sénateur du même État entre 1995 et 2001 puis procureur général entre 2001 et 2005 dans l'administration du président George W. Bush.

## Biographie

### Élu du Missouri

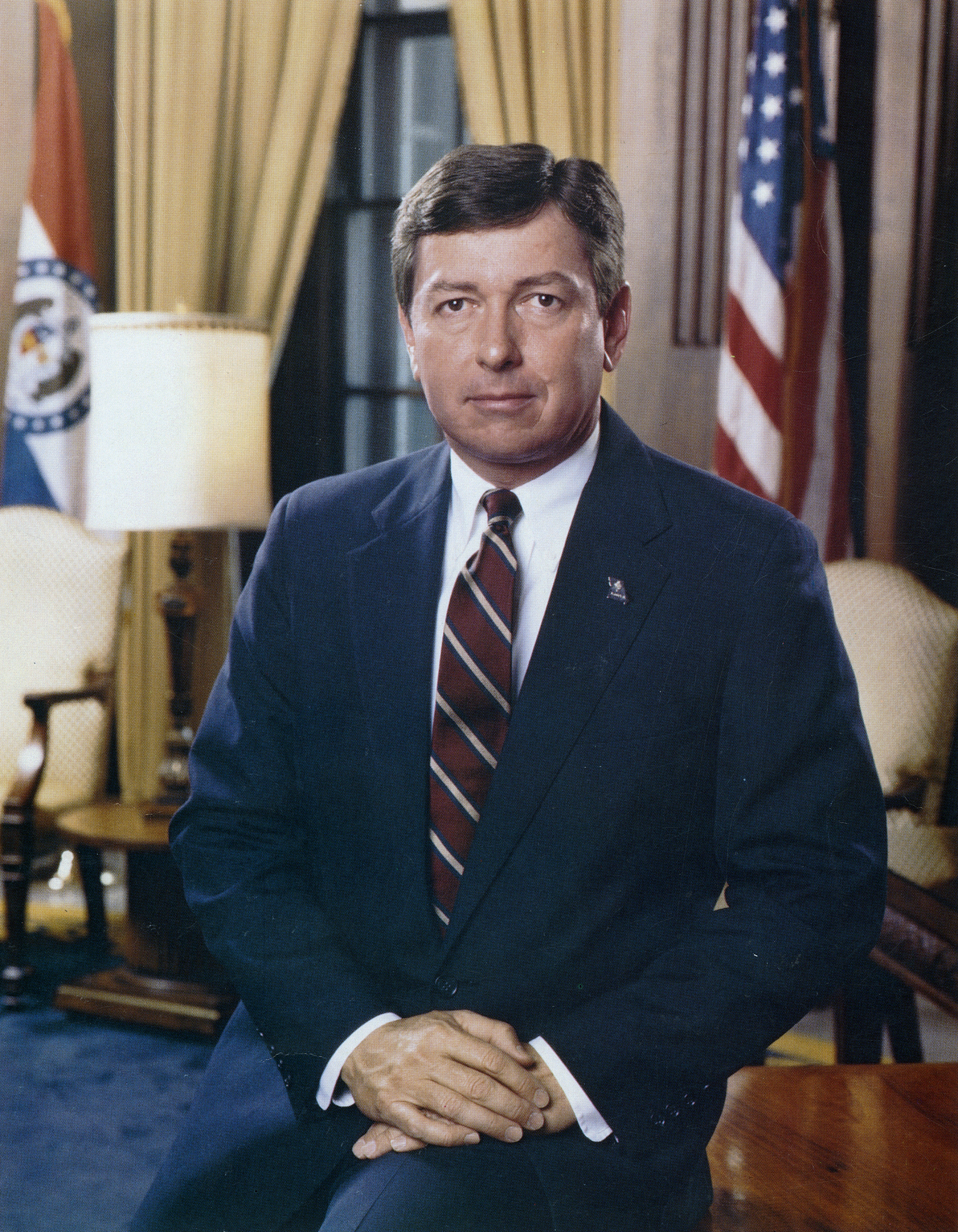
John Ashcroft en tant que gouverneur du Missouri en 1985.

Né à Chicago, John Ashcroft est élevé dans le Missouri. Il est diplômé en droit de l'université Yale en 1964.
Sa carrière politique débute en 1973 au sein de l'administration du Missouri. Durant toute sa vie publique, il met le combat contre le trafic et la consommation de drogue au cœur de son engagement politique.
En 1985, il est élu gouverneur du Missouri sous les couleurs républicaines, fonction qu'il conserve jusqu'en 1993.
En 1992, ses neveux Alex et Adam Ashcroft sont arrêtés pour production et possession de marijuana.
En 1994, John Ashcroft est élu sénateur du Missouri au Congrès des États-Unis et succède au sénateur républicain John Danforth.
En 2000, lors du renouvellement de son siège, son adversaire démocrate est le gouverneur Mel Carnahan. Celui-ci meurt lors de la campagne électorale dans un accident d'avion à quelques semaines du scrutin. La campagne électorale est suspendue mais dans l'impossibilité de choisir un nouveau candidat, le parti démocrate convainc la veuve du candidat, Jean Carnahan, de se présenter à la place de son mari dont le nom figure sur tous les bulletins de vote. C'est Jean Carnahan qui est alors élue (pour deux ans) aux dépens de John Ashcroft.
En décembre 2000, George W. Bush, nouvellement élu, lui propose de succéder à Janet Reno au poste de procureur général des États-Unis (ministre de la Justice). Sa nomination est confirmée par le Sénat par 58 voix contre 42 en janvier 2001.
Chrétien, John Ashcroft fait partie de l'église pentecôtiste de l'assemblée de Dieu.

### Procureur général des États-Unis

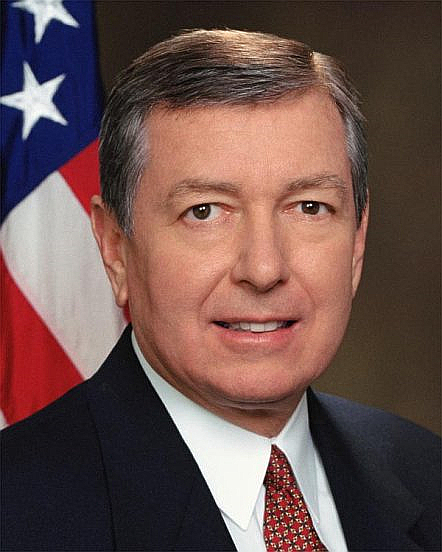
John Ashcroft en tant que procureur général des États-Unis en 2001.

John Ashcroft représente l'aile droite du Parti républicain et plus particulièrement la droite chrétienne (Christian right).
Devenu un des plus hauts responsables de l'administration Bush, ses détracteurs doutaient de ses capacités à demeurer neutre concernant l'application de certaines lois ou le respect de droits comme l'avortement, dont il est un des plus fermes opposants.
Ses propositions en matière de lutte contre le terrorisme seront souvent critiquées[réf. nécessaire] pour leur brutalité voire leur violation des Ier et IVe amendements à la Constitution.
Il est à l'origine du Patriot Act voté le 24 et 25 octobre 2001, après les attentats du 11 septembre 2001, et critiqué par certaines organisations de défense des droits civiques. Il a comme subordonné, à l'Office of Legal Counsel (en), le professeur Jack Goldsmith, qui écrira The Terror Presidency où il raconte les débats concernant les mémos sur la torture.
Son recours systématique à la menace terroriste pour justifier ses décisions politiques au risque de restreindre les libertés civiles finiront par le rendre lui-même suspect d'arrière-pensées électorales.
Figure controversée du gouvernement, il devient vite le symbole et la référence des groupes anti-Bush, notamment de la part de l'American Civil Liberties Union (ACLU) et des mouvements pro-avortements.
En mai 2004, John Ashcroft est traité pour une tumeur cancéreuse au pancréas.
Le 9 novembre 2004, au lendemain de la réélection de Bush, John Ashcroft annonce sa démission du gouvernement pour des raisons de santé.
Le 3 février 2005, il laisse le ministère de la Justice entre les mains d'Alberto Gonzales, l'ancien conseiller juridique de la Maison Blanche, promu procureur général des États-Unis.

## Autres activités
John Ashcroft est aussi un compositeur interprète de chansons. La plus célèbre Let the Eagle Soar (Que l'aigle vole), qui est utilisée à titre de caricature dans Fahrenheit 9/11, la satire de Michael Moore[réf. nécessaire].